# Nymphula ophiaula
Nymphula ophiaula là một loài bướm đêm trong họ Crambidae.